# Affaire Fleury-Rolland
L’affaire Fleury-Rolland, qui était appelée affaire Arnauld Ghys avant que les auteurs de ce crime soient condamnés, est une affaire criminelle française dans laquelle Arnauld Ghys, 28 ans, boucher a été abattu dans le dos au fusil de chasse, le 10 juillet 2010, à L'Aigle, par Damien Rolland, peintre en bâtiment au chômage, commandité par l'épouse d'Arnauld : Mélanie Fleury, dont Damien était l'amant.

## Fait
Arnauld Ghys et Mélanie Fleury se sont rencontrés sur leur lieu de travail dans un supermarché de l'Aigle. Arnauld, âgé alors de 23 ans, y travaillait au rayon boucherie et Mélanie, âgée, elle, de 21 ans, au rayon poissonnerie. Après s'être rapidement installés ensemble, ils ont eu un premier enfant en 2006 et un deuxième en 2008. Le 10 juillet 2010, Mélanie Fleury alerte les gendarmes en signalant la disparition d'Arnauld, son mari, dont le corps est retrouvé le lendemain dans une forêt proche de la ville de L'Aigle.

## Enquête sur l'assassinat
À la suite de la mort d'Arnauld Ghys, une enquête a été ouverte. La police cherche d'abord dans le passif criminel d'Arnauld Ghys et penche même pour une vente de voiture qui aurait mal tourné. Cependant, les différentes pistes ne mènent à rien. C'est alors que des voisins de Mélanie viennent informer sur la présence douteuse de Damien Rolland, un ami du cousin de Mélanie, dans l'ancienne demeure d'Arnauld Ghys où habitent encore Mélanie et leurs enfants. Mélanie Fleury et Damien Rolland sont alors mis sur écoute et il s'avère qu'ils sont amants. Le jeune homme avoue rapidement avoir tué Arnauld Ghys mais persiste à dire qu'il a agi seul. De son côté, Mélanie Fleury nie premièrement la relation qu'elle entretenait avec Damien puis finit par l'admettre en expliquant qu'il n'y avait rien de sentimental. Les policiers se servent donc de ceci pour faire craquer le jeune homme qui explique que la veuve se plaignait de la violence de son mari défunt et qu'il avait agi par amour.

## Témoignages
Lors du jugement, l'avocate de Damien, Kian Barakat a commencé sa plaidoirie en évoquant une citation de Voltaire : « Les faiblesses des hommes font la force des femmes ».
La mère d'Arnauld décrivait la relation de ce dernier et Mélanie comme résultante d'un véritable coup de foudre en 2005. 
Mélanie nie complètement son implication dans la mort d'Arnauld, elle n'a « jamais demandé » à Damien de le tuer malgré le fait qu'elle lui racontait ses problèmes notamment le fait qu'Arnauld la frappait et buvait. Elle connaissait les failles de Damien qui a eu une enfance difficile. 
Florent, le cousin de Mélanie quant à lui a affirmé que cette dernière lui avait demandé plusieurs fois de se débarrasser d'Arnauld, ils ont essayé a plusieurs tentatives sous la directive de Mélanie.

## Criminologie de l'affaire
Lors de cette affaire, les gendarmes de la section de recherche de Basse-Normandie viennent résoudre l'histoire dite « d'un amour diabolique ». Ceux-ci ont dans un premier temps travaillé sur le passé plus ou moins trouble du défunt. Mais après de nombreuses investigations, les enquêteurs ont pu explorer une autre piste et interpellé le jeune Damien qui, au cours de sa garde à vue, a reconnu être l'auteur de l'acte criminel. Il a été mis en examen pour « meurtre avec préméditation » et écroué.
À la suite de cela, le téléphone portable d'Arnauld a été retrouvé près d'un lac et l'arme du crime, un fusil de chasse, a été saisie lors des perquisitions au domicile de son beau-père. À l'insu de ce dernier, elle avait été empruntée puis replacée sur le râtelier. Très vite dans cette histoire, le rôle prépondérant de la jeune femme est apparu : « son profil psychologique est très intéressant », confie un des enquêteurs.
En fait, sous ses airs de jeune femme joviale, elle aurait un caractère manipulateur puisqu'en quelques semaines, elle a réussi à convaincre son amant de mettre fin aux jours d'Arnauld.
« et lui a voulu, par amour certainement, sortir la jeune femme de l'emprise de son compagnon », ajoute Céline Verny-Rennes, la substitut du procureur qui précise : « l'idée venait d'elle pour l'élaboration du projet commun ». Un projet de supprimer le compagnon gênant qui aurait, selon un des enquêteurs, été précédé de plusieurs tentatives avortées.
Le 9 juillet dernier, la dernière fut la bonne pour le duo infernal. Damien n'a sans doute pas eu le moindre mal à faire venir Arnauld, son ami, au bord de la départementale 669. C'est à cet endroit que le coup est parti.
Mélanie, qui au lendemain du drame avait lancé un message d'alerte sur Facebook, a été mise en examen pour complicité d'assassinat et écrouée.
Il y a quelques jours encore, elle s'affichait avec son bébé sur la page d'accueil de son réseau social en écrivant ces quelques mots : « on ne touchera jamais à mes enfants ».

## Peines
Le 29 novembre 2012, après quatre jours de procès, la cour d'assises de l'Orne condamne Damien Rolland à vingt ans de réclusion criminelle, pour l'assassinat d'Arnauld Ghys, le 9 juillet 2010. L'homme de 21 ans a toujours reconnu être l'auteur du coup de feu.
Mélanie Fleury, sa maîtresse de l'époque et conjointe de la victime, écope elle aussi de vingt ans de prison pour complicité.
Le cousin de cette dernière, Florian Potrel, 21 ans, est condamné à trois ans de prison, avec mandat de dépôt. Il comparaissait libre pour abstention volontaire d'empêcher un crime mais a reconnu avoir participé à deux précédentes tentatives avortées d'assassinat, sur la personne d'Arnauld Ghys.

## Articles de presse
- « Le boucher de l'Orne assassiné par l'amant de sa femme » Article de Michel Manfredi et Jérôme Sage publié le 25 septembre 2010 dans France-Soir.
- « Ma belle-fille et son amant sont accusés d'avoir assassiné mon fils » Article de Marine Mazéas publié le 17 juin 2011 dans France Dimanche.
- « Vingt ans de réclusion aux amants criminels » Article de Julien Belaud publié le 29 novembre 2012 dans Ouest-France.
- « L'affaire "Arnauld Ghys" : les amants criminels » Article publié le 24 février 2017 dans Ouest-France.
- « Mélanie Fleury, la diabolique de l'Aigle » Article de Louise Barth publié dans Elle.

## Documentaires télévisés
- « Les amants meurtriers » (deuxième reportage) dans « ... en Bretagne » le 29 avril 2013 dans Crimes sur NRJ 12.
- « Affaire Ghys : ménage à trois mortel » le 20 novembre 2013 dans Enquêtes criminelles : le magazine des faits divers sur W9.
- « Arnauld Ghys, Un homme à abattre » le 13 avril 2014 dans Faites entrer l'accusé présenté par Frédérique Lantieri sur France 2.